# Tortula denticulata
Tortula denticulata là một loài rêu trong họ Pottiaceae. Loài này được (Wilson) Mitt. mô tả khoa học đầu tiên năm 1869.